# Aki Akao
Aki Akao (jap. 赤尾 亜希, Akao Aki; * 20. Oktober 1982 in Hita) ist eine japanische Badmintonspielerin. 

## Karriere
Sie ist die jüngere Schwester der Badmintonspielerin Miyo Akao und besuchte wie diese die Shōwa-Mädchenoberschule (heute: Shōwa-Gakuen-Oberschule) in Hita. Beide nahmen 1999 an den Badminton-Oberschulmeisterschaften  teil wo sie im Doppel den zweiten Platz erreichten, sowie an den Inter-High-Oberschulmeisterschaften , wo sie im Damendoppel den dritten Platz erreichten. Ebenfalls wie ihre Schwester trat sie dann in das Unternehmen Yonex ein, um für deren Werksteam zu spielen.
Aki Akao nahm im Damendoppel mit Tomomi Matsuda auch an den Allgemeinen Japanischen Meisterschaften teil wo sie 2003 und 2004 den dritten Platz, 2005 den zweiten Platz, sowie 2006 und 2007 erneut den dritten Platz erreichten.
Beide gewannen 2003 zudem im Damendoppel Bronze bei der Asienmeisterschaft. Bei der Weltmeisterschaft 2006 erkämpften beide gemeinsam Platz 9. Bei der Weltmeisterschaft 2007 belegten sie erneut Platz 9. Bei den US Open des gleichen Jahres schafften sie es dagegen bis ins Finale, unterlagen dort jedoch ihren Landsleuten Miyuki Maeda und Satoko Suetsuna knapp in drei Sätzen. Bei der French Super Series 2007 stand die Paarung im Viertelfinale ebenso wie bei der Japan Super Series 2007 und der Swiss Open Super Series 2007.

## Sportliche Erfolge
| Saison | Veranstaltung               | Disziplin   | Platz | Name                       |
| ------ | --------------------------- | ----------- | ----- | -------------------------- |
| 2000   | Junioren-Asienmeisterschaft | Damenteam   | 3     | Japan                      |
| 2003   | Japan: Einzelmeisterschaft  | Damendoppel | 3     | Tomomi Matsuda / Aki Akao  |
| 2003   | Asienmeisterschaft          | Damendoppel | 3     | Tomomi Matsuda / Aki Akao  |
| 2004   | Japan: Einzelmeisterschaft  | Damendoppel | 3     | Tomomi Matsuda / Aki Akao  |
| 2005   | Japan: Einzelmeisterschaft  | Damendoppel | 2     | Tomomi Matsuda / Aki Akao  |
| 2006   | Japan: Einzelmeisterschaft  | Damendoppel | 3     | Tomomi Matsuda / Aki Akao  |
| 2006   | Weltmeisterschaft           | Damendoppel | 9     | Tomomi Matsuda / Aki Akao  |
| 2007   | Japan: Einzelmeisterschaft  | Damendoppel | 3     | Tomomi Matsuda / Aki Akao  |
| 2007   | Weltmeisterschaft           | Damendoppel | 9     | Tomomi Matsuda / Aki Akao  |
| 2007   | US Open                     | Damendoppel | 2     | Tomomi Matsuda / Aki Akao  |
| 2007   | French Open                 | Damendoppel | 5     | Tomomi Matsuda / Aki Akao  |
| 2007   | Swiss Open                  | Damendoppel | 5     | Tomomi Matsuda / Aki Akao  |
| 2007   | Japan Open                  | Damendoppel | 5     | Tomomi Matsuda / Aki Akao  |
| 2008   | Uber Cup                    | Damenteam   | 9     | Japan                      |
| 2009   | Canadian Open               | Damendoppel | 1     | Aki Akao / Yasuyo Imabeppu |
| 2009   | Japan: Einzelmeisterschaft  | Damendoppel | 3     | Aki Akao / Yasuyo Imabeppu |